# Mossavattensjön
Mossavattensjön är en sjö i Åsele kommun i Lappland och ingår i Lögdeälvens huvudavrinningsområde. Sjön har en area på 0,0591 kvadratkilometer och ligger 382,9 meter över havet.

## Delavrinningsområde
Mossavattensjön ingår i det delavrinningsområde (713797-160035) som SMHI kallar för Mynnar i Lögdeälven. Medelhöjden är 422 meter över havet och ytan är 12,83 kvadratkilometer. Det finns ett avrinningsområde uppströms, och räknas det in blir den ackumulerade arean 20,96 kvadratkilometer. Gannsjöbäcken som avvattnar avrinningsområdet har biflödesordning 2, vilket innebär att vattnet flödar genom totalt 2 vattendrag innan det når havet efter 148 kilometer. Avrinningsområdet består mestadels av skog (59 procent) och sankmarker (33 procent). Avrinningsområdet har 0,13 kvadratkilometer vattenytor vilket ger det en sjöprocent på 1 procent.